# 多爾克島
69°23′S 76°30′E / 69.383°S 76.500°E
多爾克島是南極洲的島嶼，位於普里茲灣東南岸，處於多爾克冰川末端，該島嶼由挪威製圖師根據探險隊拍下的空中照片繪入地圖。